# Bernd E. Ergert

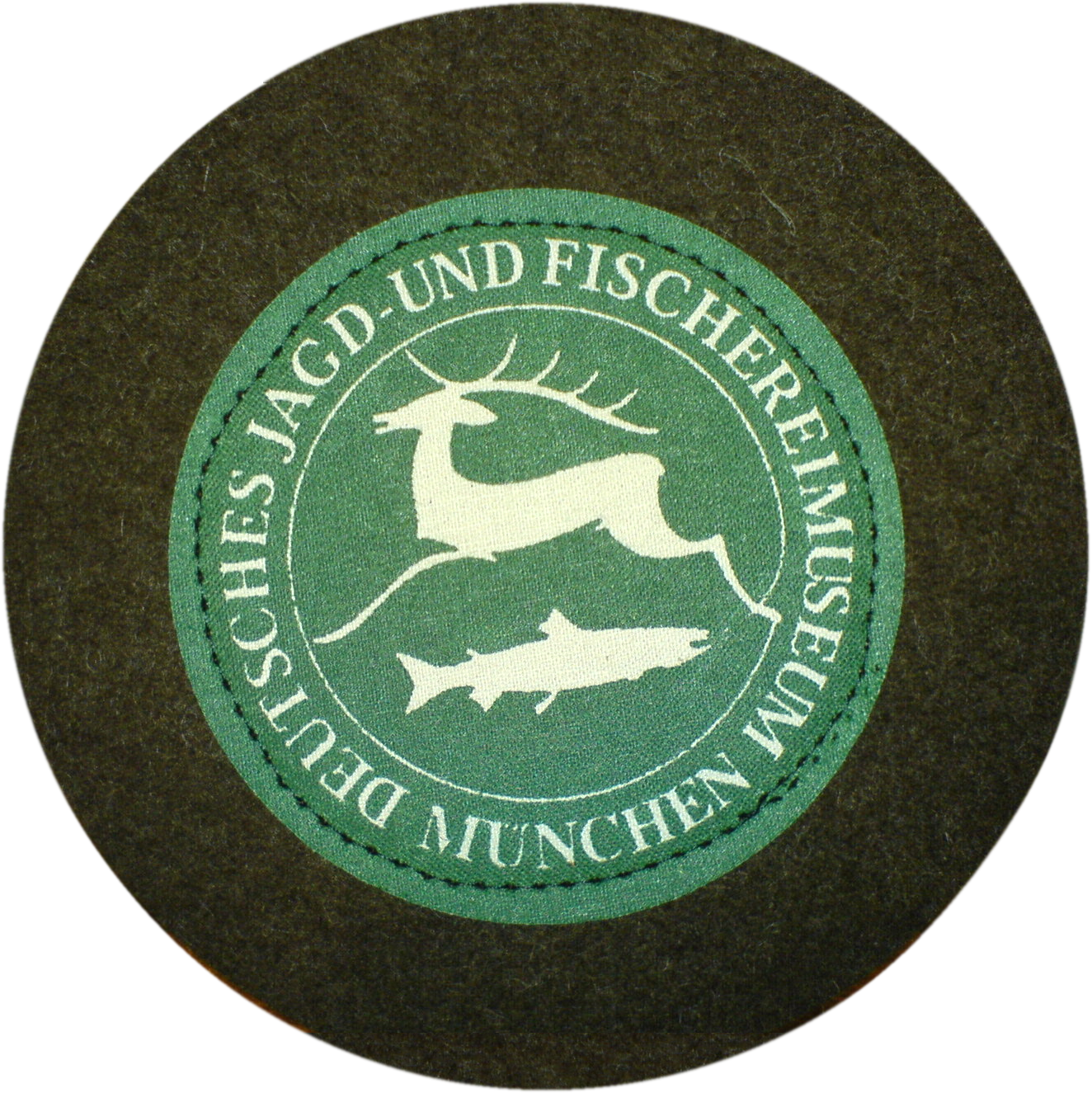
Das von Bernd E. Ergert entworfene Logo des Deutschen Jagd- und Fischereimuseums München

Bernd E. Ergert (* 1940 in Wien) ist ein deutscher Historiker, Kunstmaler und Buchautor. Ergert war von 1990 bis 2005 Direktor des Deutschen Jagd- und Fischereimuseums in München und gilt als der Doyen der bayerischen Jagd- und Fischereigeschichte.

## Leben
Bernd Eginhard Ergert wurde als Sohn eines Österreich stämmigen deutschen Offiziers und einer Münchnerin geboren. Er wuchs nach dem Zweiten Weltkrieg in München auf. Als junger Mann erhielt er dort zunächst eine Ausbildung zum Graphiker. Später lernte er Kunstmalerei bei  Karl Blocherer.
Durch seinen Großvater, ein Forstwirt und Jäger, wurde Ergert bereits als Jugendlicher in das Jagd- und Fischereiwesen eingeführt. Aus der Leidenschaft wurde sein Beruf. Ab 1977 war er Mitarbeiter im Deutschen Jagd- und Fischereimuseum. Ergert konzipierte das am 23. März 1983 eröffnete Fischereimuseum im Deutschen Jagdmuseum, das bis dahin ein reines Jagdmuseum war. Das neue Emblem des Museums, ein springender Hirsch über einem Huchen, der an der das Bild umrahmenden Angelschnur hängt, stammt aus seiner Feder. 1990 wurde Ergert für die nächsten 15 Jahre Direktor des Museums. Er war in dieser Zeit u. a. auch Mitglied in der Kommission "Jagd und Fischerei in Kunst und Geschichte" des Internationalen Rats zur Erhaltung des Wildes und der Jagd (CIC).
Unter Ergerts Leitung entstand noch das "Museum Jagd und Wild" auf Burg Falkenstein (Oberpfalz) (1982), das "Jagd- und Fischereimuseum" auf Schloss Tambach (1995–2013) und im Jahre 2005 das Rehmuseum im Königlichen Schloss Berchtesgaden.
Ergert ist Verfasser jagd- und fischereikundlicher Bücher und Aufsätze und gilt als Spezialist, insbesondere der bayerisch-alpenländischen Jagd- und Fischereihistoriographie. Seine Monographie "Die Jagd in Bayern von der Vorzeit bis zur Gegenwart" (1984) ist das bis heute umfassendste Werk über die bayerische Jagdgeschichte.
Als Maler ist Ergert durch seine Jagdaquarelle bekannt. 1990 wurde er als "Jagdmaler" mit dem Kulturpreis des Deutschen Jagdverbandes ausgezeichnet.

## Werke (Auswahl)
- Deutsches Jagdmuseum München, Westermann, 1979
- Wittelsbacher Jagd, Verlag Dt. Jagdmuseum, München, 1980
- Die Jagd in Bayern. Von der Vorzeit bis zur Gegenwart, Rosenheimer Verlag, 1984
- Höfische Jagd als Tafelschmuck, Verlag Schnell und Steiner, 1991
- Jagdmaler Friedrich Waibel. Leben und Werk, zusammen mit Elisabeth Waibel und Werner Friedenberger (Herausgeber), Duschel, 2003
- Trophäe und Aberglaube, Österreichischer Jagd- u. Fischerei-Verlag, 2017

## Aufsätze (Auswahl)
- Wolpertingers Stammbaum. Historische Betrachtung eines Unikums, in: Wild und Hund, Nr. 20, 2006, S. 116–118
- Königliches Vermächtnis. Das Wittelsbacher Rehmuseum, 1. Teil, in: Pirsch, Nr. 8, 2007, S. 100–103
- Königliches Vermächtnis. Das Wittelsbacher Rehmuseum, 2. Teil, in: Pirsch, Nr. 9, 2007, S. 100–103
- Königliches Vermächtnis. Das Wittelsbacher Rehmuseum, 3. Teil, in: Pirsch, Nr. 11, 2007, S. 104–105
- Königliches Vermächtnis. Das Wittelsbacher Rehmuseum, 4. Teil, in: Pirsch, Nr. 12, 2007, S. 88–89
- Immer der Nase nach. Geschichte der Schweißhundearbeit, in: Halali, Nr. 2, 2012, S. 94–99
- Der Hirsch: Symbol Christi, in: Jagd in Tirol, Nr. 11, 2015. S. 44
- Der Leithund – Urvater unseres Schweißhundes, in: Jagd in Tirol, Nr. 1, 2016, S. 42–43

## Ehrungen
- Bayerische Staatsmedaille für soziale Verdienste (1988)
- Kulturpreis des Deutschen Jagdverbandes für Leistungen als "Jagdmaler" (1990)